# 玉水街道
玉水街道，是中华人民共和国贵州省铜仁市德江县下辖的一个乡镇级行政单位。

## 建置沿革
- 2013年7月26日，贵州省人民政府批复同意撤销青龙镇建制，以原青龙镇中华社区、场口社区、四坪社区、新寨社区、厦阡社区、团结村、安家渡村、水车坝村、建设坡村、大岩角村、四季岩村、大丫口村等12个村（社区）地域为玉水街道行政区域，街道办事处驻新寨社区[2]。
- 2019年10月24日，原玉水街道中华社区、场口社区、楠木园社区、团结社区、四季岩村、大丫口村、大岩角村作为新设置的安化街道的行政区划，行政区划调整后，玉水街道辖厦阡社区、新寨社区、四坪社区、水车坝村、安家渡村、建设坡村。[3]

## 行政区划
玉水街道下辖以下地区：
中华社区、新寨社区、厦阡社区、四坪社区、场口社区、楠木园社区、大岩角村、大丫口村、建设坡村、四季岩村、安家渡村、水车坝村和团结村。